# WeeBoom
WeeBoom é uma série de animação brasileira criado e dirigido por Jonas Brandão e produzida pelo estúdio Split Studio. Originalmente é exibido pelo canal Boomerang Brasil em 5 de julho de 2019. A série mostra uma coelha aventureira chamada Wee, que foi viajar em uma montanha desconhecida, acidentalmente foi apertar o círculo verde e saiu várias criaturas voadoras chamadas Boomies, & com ajuda do guardião dos Boomies, o Boom, e eles atravessam o mundo inteiro para capturar os boomies.
Em 24 de janeiro de 2025, anunciou que a segunda temporada de WeeBoom estreará em 10 de fevereiro no canal Discovery Kids e também na Max.
A série foi exibida no Canal Futura em 3 de janeiro de 2020 e deixou de exibir em 10 de agosto de 2023.

## Personagens
- Wee (voz: Jussara Marques) É uma coelha verde aventureira muito esperta e corajosa.
- Os Boomies (voz: Pier Marchi) são criaturinhas mágicas que vivem dentro do estômago de Boom, ao ouvirem uma música de cada lugar, ficam "maluquinhas" e trazem caos às cidades onde são encontradas.
- Boom (voz: Ítalo Luiz) É um monstro amarelo, que pode ficar gigante, entre vários outros de seus poderes especiais.

## Episódios

### 1ª Temporada (2019–2020)
| N.º na série | N.º na temp. | Título                         | Escrito por                  | Exibição original (Boomerang) |
| --- | ------------ | ------------------------------ | ---------------------------- | ----------------------------- |
| 1 | 1            | "Mamma Mia"                    | Jonas Brandão & Roger Keesse | 5 de julho de 2019            |
| Wee e Boom procuram por um Boomie na cidade de Palermo, Itália, famosa por suas tarantelas e massas. Famintos, Wee e Boom dão de encontro com uma cantina cujo chefe parece estar malucão, deixando o lugar e os clientes de cabeça pra baixo. |              |                                |                              |                               |
| 2 | 2            | "Ah, L' Amour..."              | Jonas Brandão & Roger Keesse | 5 de julho de 2019            |
| Wee e Boom procuram por um Boomie em Paris, cujos habitantes parecem estar mais bem apaixonados do que o normal. |              |                                |                              |                               |
| 3 | 3            | "Bravos Guerreiros"            | Jonas Brandão                | 12 de julho de 2019           |
| Edimburgo, a cidade dos bravos guerreiros escoceses, guarda um mistério. Os habitantes parecem estar desaparecidos. Eis que Wee e Boom descobrem que eles estão escondidos em suas casas. |              |                                |                              |                               |
| 4 | 4            | "O Castelo de Brahms"          | Tereza Temer                 | 19 de julho de 2019           |
| A Transilvânia, na Romênia, é o lar do famoso castelo do Conde Drácula. Eis que Wee e Boom se deparam com um Boomie refugiado no castelo, prestes a transformar as pessoas em vampiros. |              |                                |                              |                               |
| 5 | 5            | "Ay Ay Ay!"                    | Tereza Temer                 | 26 de julho de 2019           |
| Wee e Boom estão em Guadalajara, a capital das artes mexicanas, onde é gravada a famosa novela "Ilusiones del Amor", estrelada por ninguém menos que a famosa atriz mexicana Dulce Maria Silvana |              |                                |                              |                               |
| 6 | 6            | "Boa Sorte, Boom"              | Tereza Temer                 | 2 de agosto de 2019           |
| Dublin, na Irlanda, é famosa por seus lindos parques e... pela sorte repentina de seus habitantes. Wee, que não acredita em sorte ou azar, parece estar em uma maré de azar terrível enquanto Boom está tendo um dia surpreendentemente sortudo. |              |                                |                              |                               |
| 7 | 7            | "Hit do Verão"                 | Ingrid Schmidt               | 9 de agosto de 2019           |
| As favelas do Rio de Janeiro guardam um segredo muito pouco confidencial: as pessoas estão ficando famosas por qualquer coisa que elas fazem na internet. |              |                                |                              |                               |
| 8 | 8            | "Iodeleeei!!!"                 | Rafael Baliú                 | 16 de agosto de 2019          |
| Wee e Boom estão aproveitando os Alpes com seus tiroleses e ovelhas alegres. Mas algo está errado. Wee está sendo alvejada por bolas de neve vindas das montanhas distantes. |              |                                |                              |                               |
| 9 | 9            | "Wee Beat Boom Box"            | Rafael Baliú                 | 23 de agosto de 2019          |
| Nova York, a cidade que nunca dorme, parece estar sob um ataque de Boomie. Afinal, todas as pessoas estão se comportando como verdadeiros rappers. |              |                                |                              |                               |
| 10 | 10           | "Howdy, Cowboys!"              | Jonas Brandão                | 30 de agosto de 2019          |
| Wee e Boom estão em Houston, EUA, que apesar de seus traços modernos de hoje em dia, alguns de seus habitantes parecem estar agindo como se estivessem no velho oeste. |              |                                |                              |                               |
| 11 | 11           | "Profissão Cupido"             | Rafael Baliú                 | 6 de setembro de 2019         |
| Em uma vila em Moçambique, o jovem Berum utiliza os poderes de um Boomie para dominar uma espécie de xilofone conhecida como timbila para conquistar o coração de sua amada, Muaba. Quando Wee e Boom capturam o Boomie, Berum se desespera. Mas a dupla de amigos mostra a ele que são muito mais que capturadores de Boomies: são verdadeiros conselheiros amorosos. |              |                                |                              |                               |
| 12 | 12           | "Nihao, Boomie"                | Ingrid Schmidt               | 13 de setembro de 2019        |
| Wee e Boom estão na cidade proibida, em Pequim, para o Ano Novo Chinês. E é o ano do coelho, ou melhor, o ano de Wee. No entanto, as pessoas parecem estar todas agindo como se estivessem na China de antigamente. |              |                                |                              |                               |
| 13 | 13           | "O Início"                     | Ingrid Schmidt               | 20 de setembro de 2019        |
| Ao capturarem um Boomie, Wee e Boom se veem aprisionados no fundo de uma caverna que cedeu. A única chance de conseguirem sair de lá é escapar por um buraco no teto, atirando uma corda com um nó. |              |                                |                              |                               |
| 14 | 14           | "Ibiza Fitness"                | Tereza Temer                 | 12 de abril de 2020           |
| Wee e Boom estão de férias em Ibiza, a bela cidade litorânea da Espanha. Suas férias, no entanto, duram bem pouco, já que Wee é desafiada pelo musculoso Diego para o Ibiza Fitness, um reality show de marombeiros. Wee e Boom só não sabiam que Diego iria ter um parceiro bastante inusitado e trapaceiro: um Boomie. |              |                                |                              |                               |
| 15 | 15           | "Relaxa, Wee!"                 | Tereza Temer                 | 4 de maio de 2020             |
| Procurar Boomies pode ser muito estressante. Boom resolve levar Wee para relaxar em um spa em Bangkok, na Tailândia. Porém, Wee fica tão relaxada que Boom precisa irritá-la de volta para capturar Boomie. |              |                                |                              |                               |
| 16 | 16           | "Aaatchimm"                    | Tereza Temer                 | 17 de abril de 2020           |
| Um Boomie e a ausência do sol em Machu Picchu, no Peru, levam à loucura um conjunto de turistas e seu guia, que dominam as ruínas e colhem oferendas para o Deus Sol. No entanto, a maior oferenda de todas está por vir, o grande homem dourado. |              |                                |                              |                               |
| 17 | 17           | "Caçadas em Alto Ar"           | Rafael Baliú                 | 20 de março de 2020           |
| Os balões que sobrevoam a exótica região da Capadócia, na Turquia, estão sendo atacados por um Boomie-Balão e seu capitão, um pirata dos ares, que não descansará até ser o único balão no céu. Wee e Boom precisam impedir essa dupla maluca. |              |                                |                              |                               |
| 18 | 18           | "Diverlândia"                  | Ingrid Schmidt               | 27 de março de 2020           |
| Wee e Boom estão em Orlando, Estados Unidos, no famoso parque de diversões da Diverlândia. Wee volta a ser uma criança hiperativa que só quer se divertir e não quer saber de capturar Boomie. Boom precisa convencê-la de que vale a pena voltar a ser adulta. |              |                                |                              |                               |
| 19 | 19           | "Boonka"                       | Tereza Temer                 | 3 de abril de 2020            |
| Wee e Boom estão passeando por Nova Delhi, na Índia, quando dão de cara com Boonka, o irmão de Boom. O trio descobre que a cidade está sendo controlada por um Boomie e um Boonkie (o Boomie do Boonka), fazendo com que as pessoas façam-lhes oferendas com o que têm de melhor. Por mais que haja diferenças entre os irmãos, Wee, Boom e Boonka têm que trabalhar juntos para capturar as duas criaturinhas.                                                                         |              |                                |                              |                               |
| 20 | 20           | "Boomieverso"                  | Rafael Baliú                 | 10 de abril de 2020           |
| Boom está organizando uma festa surpresa para Wee e, para que ela não descubra nada, Boom a esconde dentro de si. Wee então descobre o estranho mundo de dentro do Boom, onde vivem os Boomies e são armazenados todos os sons do universo. Ela é enganada por um trio de Boomies rebeldes que querem sair dali de dentro, fingindo estarem escravizados. Enquanto Boom e amigos se apressam para organizar a festa, Wee participa de um plano de fuga para ela e as três criaturinhas. |              |                                |                              |                               |
| 21 | 21           | "Tutankaboom"                  | Ingrid Schmidt               | 10 de abril de 2020           |
| Estamos na escaldante região das pirâmides do egito, onde aparentemente há um Boomie foragido. Wee e Boom desenterram uma pirâmide e seguem seus rastros apenas para descobrir que o Boomie enfeitiçou e trouxe à vida a múmia do famoso Tutankamon e seus súditos. A múmia, no entanto, parece detestar Boom. |              |                                |                              |                               |
| 22 | 22           | "Wee x Wee"                    | Tereza Temer                 | 17 de abril de 2020           |
| Um Boomie aparentemente invisível atacou a Wee e a fez se dividir em múltiplas Wees. Boom tem que descobrir quem é a Wee verdadeira para que juntos possam capturar o Boomie. |              |                                |                              |                               |
| 23 | 23           | "Boom-Minável Homem das Neves" | Rafael Baliú                 | 24 de abril de 2020           |
| Nas florestas geladas do Canadá vive o pé grande ou pelo menos é o que Débora, uma pesquisadora, acredita. O sumiço de seu irmão e as marcas de pegadas no chão a levam a crer que Boom é o pé grande que desapareceu com seu irmão. Wee e Boom são capturados e têm que lidar com a pesquisadora e com uma criatura que parece ser o verdadeiro pé grande. |              |                                |                              |                               |
| 24 | 24           | "Wee Mar"                      | Ingrid Schmidt               | 1 de maio de 2020             |
| Wee e Boom mergulham nas profundezas do mar em Porto Príncipe, no Haiti, para desvendar o mistério de um imenso monstro que está atacando o porto e diversos objetos submarinos, deixando uma enorme quantidade de marcas de mordidas. |              |                                |                              |                               |
| 25 | 25           | "O Mestre Dan Pingentes"       | Dan Velez                    | 8 de abril de 2020            |
| Wee e Boom visiam Waikato, na nova Zelândia, onde filmaram a série "Mestre dos Pingentes", mas eles se veem rodeados de criaturas mágicas. Crendo que isso é obra de um Boomie, eles se tornam guerreiros fantásticos para partir em uma aventura épica. |              |                                |                              |                               |
| 26 | 26           | "Wee Moon"                     | Rafael Baliú                 | 24 de maio de 2020            |
| Wee e Boom vão para a Lua e enfrentam um Boomie que possui um plano maléfico para destruir a Terra. |              |                                |                              |                               |

### 2ª Temporada (2025)
| N.º na série | N.º na temp. | Título                    | Escrito por | Lançamento original (Max) | Exibição original (Discovery Kids) |
| --- | ------------ | ------------------------- | ----------- | ------------------------- | ---------------------------------- |
| 27 | 1            | "Corre, Wee, Corra"       | ASA         | 10 de fevereiro de 2025   | 10 de fevereiro de 2025            |
| Quando o Boomie se transforma em um tênis super veloz no Quênia, Wee e Boom precisam (literalmente) correr atrás do prejuízo para capturá-lo.          |              |                           |             |                           |                                    |
| 28 | 2            | "Leva um Casaquinho"      | ASA         | 10 de fevereiro de 2025   | 10 de fevereiro de 2025            |
| Wee precisar lidar com sua mãe superprotetora para conseguir fazer volcano boarding em um vulcão na Nicarágua e capturar um Boomie.                    |              |                           |             |                           |                                    |
| 29 | 3            | "Weevolução"              | ASA         | 10 de fevereiro de 2025   | 11 de fevereiro de 2025            |
| Wee, incomodada por não conseguir lamber o cotovelo como Boom, se arrisca a ser atingida pelo Boomie na Ilha de Galápagos. Será que vai funcionar?     |              |                           |             |                           |                                    |
| 30 | 4            | "Missão Intercontinental" | ASA         | 10 de fevereiro de 2025   | 11 de fevereiro de 2025            |
| Um mal entendido leva Wee e Boom para continentes diferentes, e agora terão que trabalhar separados para capturar um boomie congelante.                |              |                           |             |                           |                                    |
| 31 | 5            | "A Cidade Fantasma"       | ASA         | 10 de fevereiro de 2025   | 12 de fevereiro de 2025            |
| Em uma cidade fantasma na Namíbia, Wee é transformado em uma estátua de areia, fazendo com que Boom precise superar seu medo para resgatar a amiga.    |              |                           |             |                           |                                    |
| 32 | 6            | "Banquete Sem Limites"    | ASA         | 10 de fevereiro de 2025   | 12 de fevereiro de 2025            |
| Habitantes de Fiji começam a comer tudo. Wee e Boom precisam ser criativos para alcançar um Boomie isolado no meio do mar e resolver o caos.           |              |                           |             |                           |                                    |
| 33 | 7            | "Estratégia de Mercado"   | ASA         | 10 de fevereiro de 2025   | 13 de fevereiro de 2025            |
| Wee e Boom encontram um Boomie à venda no Líbano, mas o dono só quer trocá-lo por um precioso tesouro de Boom. Será que vão conseguir?                 |              |                           |             |                           |                                    |
| 34 | 8            | "Questão de Escolha"      | ASA         | 10 de fevereiro de 2025   | 13 de fevereiro de 2025            |
| Boom precisa aprender a tomar decisões rápidas para deter um Boomie que se transformou em bola de beisebol, e está atormentando toda cidade de Havana. |              |                           |             |                           |                                    |
| 35 | 9            | "Boomierangue"            | ASA         | 10 de fevereiro de 2025   | 14 de fevereiro de 2025            |
| Na Austrália, Boomie vira o bumerangue de Lucas e Wee se apaixona por ele. Ela precisa vencer a vergonha e ser ela mesma para capturar o Boomie.       |              |                           |             |                           |                                    |
| 36 | 10           | "Troca Tango"             | ASA         | 10 de fevereiro de 2025   | 14 de fevereiro de 2025            |
| Um Boomie-ancião causa caos em Buenos Aires, fazendo todos trocarem de corpo, inclusive Wee e Boom. Agora, eles precisam reverter o feitiço!           |              |                           |             |                           |                                    |
| 37 | 11           | "Era Outra Vez"           | ASA         | 10 de fevereiro de 2025   | 17 de fevereiro de 2025            |
| Em uma homenagem aos contos de fadas, Wee precisa capturar um Boomie-espelho, e resgatar Boom do alto de uma torre na Floresta Negra alemã.            |              |                           |             |                           |                                    |
| 38 | 12           | "Competição Acirrada"     | ASA         | 10 de fevereiro de 2025   | 17 de fevereiro de 2025            |
| Wee e Boom, apesar de desentendidos, precisam trabalhar juntos para capturar Boomies que estão dando vida às estátuas da Ilha de Páscoa.               |              |                           |             |                           |                                    |
| 39 | 13           | "O Cosplay Perfeito"      | ASA         | 10 de fevereiro de 2025   | 18 de fevereiro de 2025            |
| Em Tóquio, um Boomie faz todos acreditarem ser seu personagem de cosplay, até Wee. Agora Boom precisa ajudá-la a voltar ao normal e capturar o Boomie. |              |                           |             |                           |                                    |

## Exibição internacional
O desenho animado brasileiro WeeBoom foi exibido a toda a América Latina.
| Exibição pelo mundo | Exibição pelo mundo | Exibição pelo mundo | Exibição pelo mundo | Exibição pelo mundo | Exibição pelo mundo | Exibição pelo mundo | Exibição pelo mundo |
| País                | Canal               | Título local        | Estreia             | Final               | Horário semanal     | Hora                | Ref.                |
| ------------------- | ------------------- | ------------------- | ------------------- | ------------------- | ------------------- | ------------------- | ------------------- |
| México              | Boomerang México    | Weeboom             | 5 de julho de 2019  | 24 de maio de 2020  | Sexta1              | 18:002              | [ 8 ]               |